# Свети Флориян
Свети Флориян (на словенски: Sveti Florijan) е село в Словения, Савински регион, община Рогашка Слатина. Според Националната статистическа служба на Република Словения през 2002 г. селото има 359 жители.